# Gunungkeling
Gunungkeling is een bestuurslaag in het regentschap Kuningan van de provincie West-Java, Indonesië. Gunungkeling telt 1610 inwoners (volkstelling 2010).